# Disconnect (Clean Bandit e Marina and the Diamonds)
Disconnect è un singolo del gruppo musicale britannico Clean Bandit e della cantautrice britannica Marina and the Diamonds, pubblicato il 23 giugno 2017.

## Tracce
Download digitale/streaming/CD
1. Disconnect – 4:12 (Jack Patterson, Marina Diamandis)